# الوندریلی-لا-مالمزون
الوندریلی-لا-مالمزون (به فرانسوی: Allondrelle-la-Malmaison) یک کامین در فرانسه است که در Canton of Longuyon واقع شده‌است.

## خصوصیات
الوندریلی-لا-مالمزون ۱۳٫۶۱ کیلومترمربع مساحت و ۶۱۹ نفر جمعیت دارد و ۳۴۰ متر بالاتر از سطح دریا واقع شده‌است.